# 1992年アルベールビルオリンピックの韓国選手団
1992年アルベールビルオリンピックの韓国選手団（1992ねんアルベールビルオリンピックのかんこくせんしゅだん）は、1992年2月8日から2月23日まで韓国のサヴォワ県アルベールヴィルで開催された1992年アルベールビルオリンピックの韓国選手団、およびその競技結果。

## 概要
今大会は冬季オリンピック韓国勢初メダルを含む金メダル2個、銀メダル1個、銅メダル1個の計4個のメダルを獲得した。
スピードスケート男子1000mでは、金潤万が韓国勢冬季オリンピック初メダルとなる銀メダルを獲得した。

## メダル
| メダル | 選手名                      | 競技             | 種目            |
| ------ | --------------------------- | ---------------- | --------------- |
| 金     | 金琪焄                      | ショートトラック | 男子500m        |
| 金     | 金琪焄 李準鎬 牟智洙 宋在根 | ショートトラック | 男子5000mリレー |
| 銀     | 金潤万                      | スピードスケート | 男子1000m       |
| 銅     | 李準鎬                      | ショートトラック | 男子500m        |